# Weltwunder

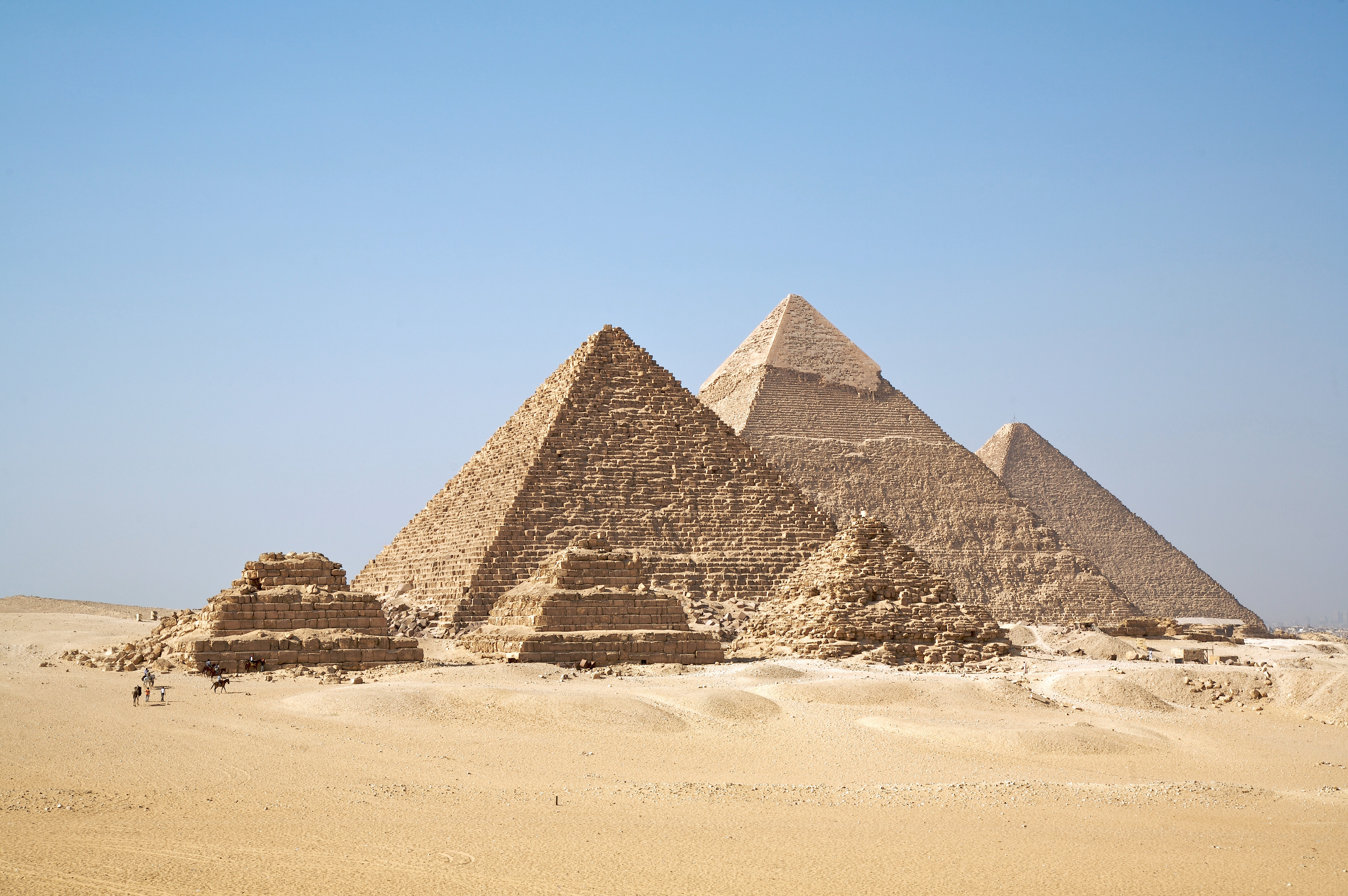
Die Pyramiden von Gizeh

Weltwunder oder die sieben Weltwunder waren schon in der Antike eine Auflistung besonderer Bauwerke oder Standbilder. Die älteste Überlieferung einer Liste von Weltwundern geht auf den Geschichtsschreiber Herodot zurück (etwa 450 v. Chr.).

## Geschichte
Die erste vollständige Liste der bekannten „sieben Weltwunder“ findet sich in einem Epigramm des Schriftstellers Antipatros von Sidon (2. Jahrhundert v. Chr.), der einen Reiseführer des Mittelmeerraums und Vorderasiens schrieb. Die Griechen nannten sie τὰ ἑπτὰ θεάματα τῆς οἰκουμένης [γῆς] tá heptá theámata tḗs oikouménēs [gḗs] – „die sieben Sehenswürdigkeiten der bewohnten [Erde]“. Ein häufig mit Philon von Byzanz verwechselter, gleichnamiger Autor beschrieb sie detailliert in der spätantiken Schrift Περὶ τῶν ἑπτὰ θεαμάτων Perí tṓn heptá theamátōn (lateinisch De septem mundi miraculis) „Über die sieben Weltwunder“. Der Schluss, der das Mausoleum von Halikarnassos beschrieb, ist nicht erhalten, es wird aber im Proömium genannt.
Dass die Liste in Vorderasien entstand, ist naheliegend: Vier der Weltwunder fanden sich dort. Da zu jener Zeit viele imposante Bauwerke be- und entstanden, wurden vor allem solche in der Umgebung des Schreibers angeführt.
Diese Liste wurde im Laufe der Jahre oft geändert und den Reisegewohnheiten der jeweiligen Gesellschaften angepasst. Schon in klassischer Zeit gab es Alternativen, wie das Kapitol in Rom, den „Hörneraltar der Artemis auf Delos“, den „Hadrianustempel des Zeus in Kyzikos“ (südliches Marmarameer) und viele mehr. Im 13. Jahrhundert wurden die gesamte Stadt Rom, die Hagia Sophia in Konstantinopel (heute Istanbul, Türkei) und sogar die Arche Noah aufgenommen. Aus der anfänglich kurzen Reiseliste entstand zeitweise ein ganzer Reisekatalog, der alle bedeutenden Bauwerke wie Tempel oder Skulpturen enthielt. Doch diese zerfielen mit der Zeit, und im Gedächtnis blieb vor allem der Mythos der ursprünglichen Weltwunder.
Auch heute noch inspirieren die klassischen „sieben Weltwunder“ Autoren, immer wieder neue Listen von „Weltwundern“ in den verschiedensten Bereichen zu erstellen. Darunter fallen zeitgenössische Bauwerke ebenso wie auch außergewöhnliche Aufzählungen von Naturereignissen oder Kunstwerken.

## Die sieben Weltwunder der Antike

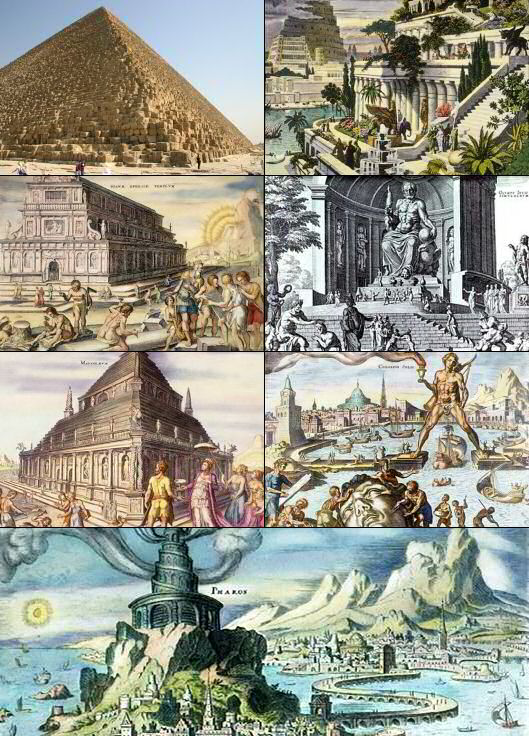
Die sieben Weltwunder. Die unteren fünf Darstellungen sind kolorierte Ausschnitte der Kupferstichserie Octo Miracola Mundi (1572) von Maarten van Heemskerck

In der Antike beschrieb der erwähnte Antipatros die heute geläufige Liste der klassischen sieben Weltwunder in seinem Reiseführer. Genannt wurden darin die imposantesten und prunkvollsten Bauwerke seiner Zeit in der hellenistischen Welt:
1. Die hängenden Gärten der Semiramis zu Babylon
2. Der Koloss von Rhodos
3. Das Grab des Königs Mausolos II. zu Halikarnassos
4. Der Leuchtturm auf der Insel Pharos vor Alexandria
5. Die Pyramiden von Gizeh in Ägypten
6. Der Tempel der Artemis in Ephesos
7. Die Zeus-Statue des Phidias von Olympia

Die Liste umfasst sieben Weltwunder, weil die Zahl Sieben in der Antike als „vollkommen“ galt. Diese festgelegte Zahl sollte die Bauwerke in ihrer Bedeutung erhöhen.
Heute existieren von diesen Weltwundern nur noch die Pyramiden von Gizeh. Die anderen wurden durch Erdbeben, Kriege oder Vandalismus zerstört oder zerfielen im Laufe der Zeit. Die ursprünglich aufgelisteten Stadtmauern von Babylon wurden z. B. schon von Antipatros aus der Liste entfernt, da sie zerstört waren, und durch den Leuchtturm von Alexandria ersetzt. In späteren Listen waren die Mauern von Babylon aber teilweise noch verzeichnet. Erst Gregor von Tours strich sie im 6. Jahrhundert endgültig aus der Liste.
Antike Darstellungen der Weltwunder gibt es recht wenige, jedoch wurden einige Münzprägungen mit dem Helioskopf (der Koloss von Rhodos war eine Statue des Sonnengottes Helios), mit der Zeusstatue im Profil oder mit dem Leuchtturm von Alexandria gefunden. Beschreibungen des Mausoleums liegen vor. In der Renaissancezeit fertigten Künstler wie der Niederländer Maerten van Heemskerck und im Barock der österreichische Architekt Johann Bernhard Fischer von Erlach Darstellungen der Wunder nach ihren Vorstellungen an.

## Weitere „Weltwunder“
Da die ursprünglichen sieben Weltwunder weitgehend zerstört sind, wurden Versuche unternommen, neue Listen zu erstellen. Die sieben Weltwunder inspirierten Autoren, andere Bauwerke in die klassische Liste einzufügen, wobei sie auch „jüngere“ Bauwerke wie das 1648 fertiggestellte Taj Mahal berücksichtigten. Die 1713 fertiggestellte Bibliotheksrotunde in Wolfenbüttel wurde von Zeitgenossen als „8. Weltwunder“ bezeichnet. Die meisten dieser „jüngeren“ Weltwunder gehören heute zum Weltkulturerbe.

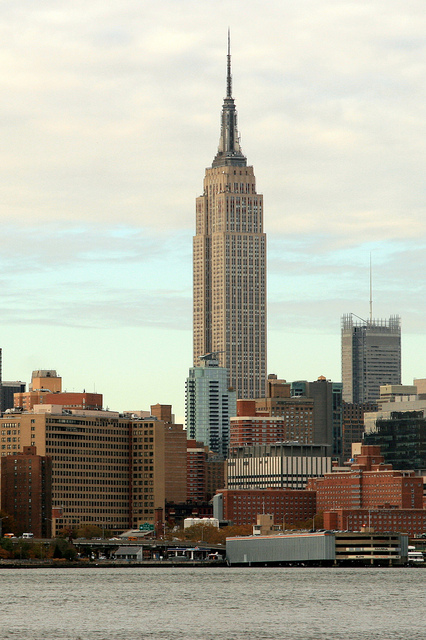
Das Empire State Building, New York, USA

### „Sieben Wunder der modernen Welt“
In jüngster Vergangenheit ernannte man auch modernere Bauwerke zu „Weltwundern“, die sich durch ihre hohe Baukunst oder auch ihr außergewöhnliches Äußeres von anderen abhoben. 1995 erstellte die American Society of Civil Engineers eine Liste der „Sieben Wunder der modernen Welt“. Diese Liste beruht nicht auf Rekorden, sondern auf Meisterleistungen in Architektur und Bauingenieurwesen:
- CN Tower (in Toronto, Kanada)
- Deltawerke und Zuiderzeewerke (im Süden bzw. Norden der Niederlande)
- Empire State Building (in New York City, Vereinigte Staaten)
- Eurotunnel (unter dem Ärmelkanal zwischen Frankreich und Großbritannien)
- Golden Gate Bridge (in San Francisco, Vereinigte Staaten)
- Itaipu-Staumauer (zwischen Brasilien und Paraguay)
- Panamakanal (in Panama)

### „Die neuen sieben Weltwunder“ derNewOpenWorld Foundation

#### Auswahlverfahren und Ergebnis
Ein größeres Medienecho erreichte Mitte der 2000er Jahre die 1998 von dem Schweizer Bernard Weber gegründete Stiftung „NewOpenWorld Foundation“ mit der Wahl der sogenannten „New 7 Wonders of the World“. Ziel war laut Weber, Menschen aus aller Welt durch ihr gemeinsames kulturelles Erbe zu verbinden. Die Wahl erfolgte in einer Kombination aus Online-Wahl und Juryentscheidung in drei Phasen.
In der ersten Phase standen 200 Bauwerke zur Auswahl, über die, nach Angabe der Veranstalter, ca. 20 Millionen Internetnutzer abstimmten. Aus den 77 Bestplatzierten wurden in der zweiten Phase von einer Jury, bestehend aus sieben Architekten (unter anderem Zaha Hadid, Tadao Andō, César Pelli und Harry Seidler) unter dem Vorsitz des ehemaligen UNESCO-Generaldirektors Federico Mayor Zaragoza, 21 Finalisten ausgewählt.
Protest kam aus Ägypten: Kulturminister Farouk Hosny und der Generalsekretär der ägyptischen Altertümerverwaltung Zahi Hawass stellten fest, dass die Wahl keinerlei wissenschaftlichen oder offiziellen Hintergrund habe, und bezeichneten sie als „Unfug“. Daraufhin wurden die Pyramiden von Gizeh aus der Liste genommen und als „ewiges Weltwunder“ deklariert. In der dritten Phase von Januar 2006 bis Juni 2007 konnte per Internet, Telefon oder SMS abgestimmt werden. Laut Veranstalter wurden insgesamt 100 Millionen Stimmen abgegeben. Schloss Neuschwanstein verpasste den Einzug in die Liste nur knapp und wurde auf Platz 8 gewählt.
Am 7. Juli 2007 wurden in Lissabon im Rahmen einer aufwendig inszenierten Fernsehshow die „New 7 Wonders of the World“ bekanntgegeben:

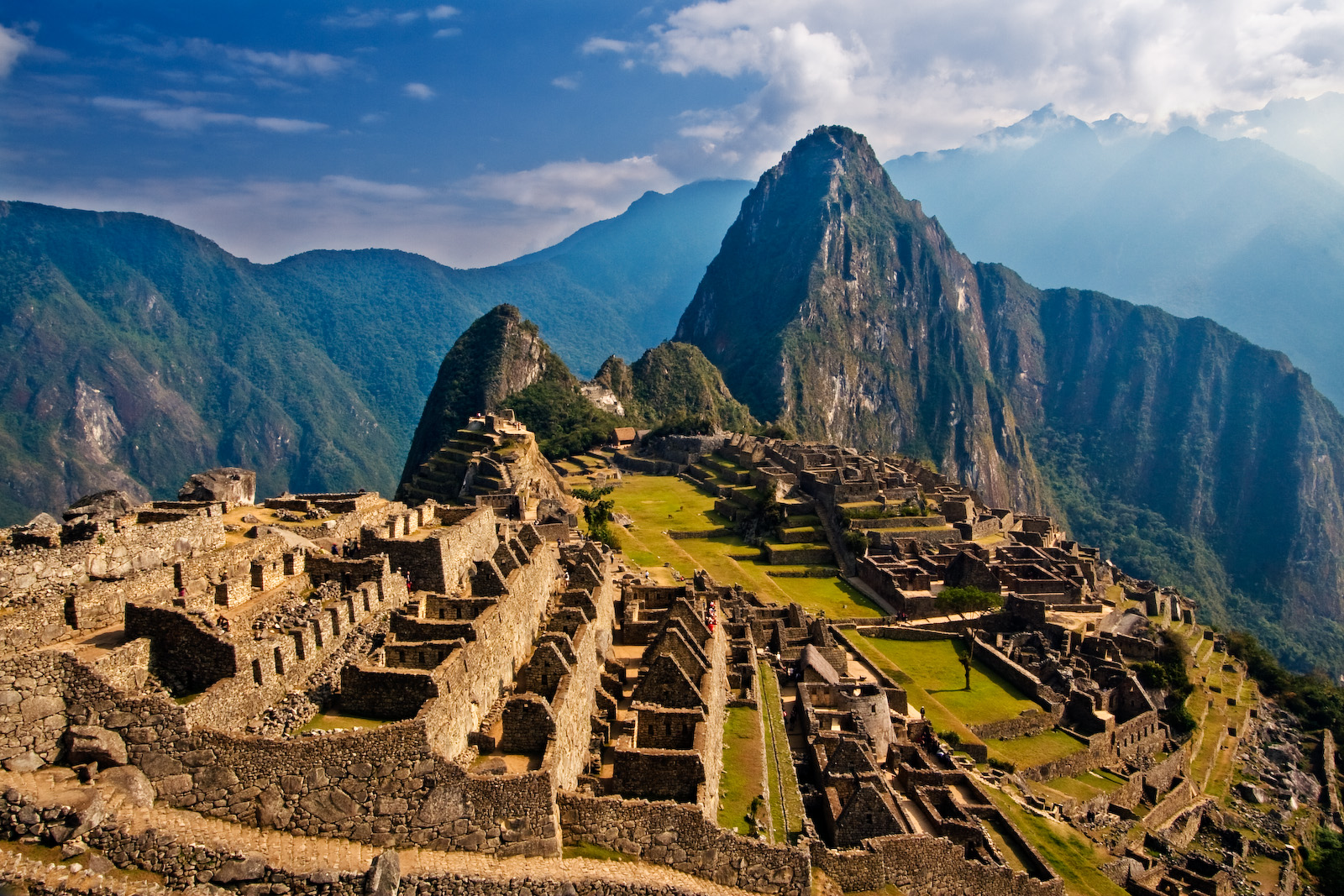
Das neue Weltwunder Machu Picchu

- Chichén Itzá, Maya-Ruinen auf der Halbinsel Yucatán (Mexiko)
- Chinesische Mauer, Grenzbefestigungsanlage (Volksrepublik China)
- Cristo Redentor, Christusstatue in Rio de Janeiro (Brasilien)
- Kolosseum, antikes Amphitheater in Rom (Italien)
- Machu Picchu, Inka-Ruinenstadt in den Anden (Peru)
- Petra, Felsenstadt (Jordanien)
- Taj Mahal, Mausoleum (Indien)

#### Kritik und Reaktionen
Kritische Reaktionen lösten die Wahlbedingungen aus. Die Umfrage wurde als eindeutig unwissenschaftlich („decidedly unscientific“) kritisiert. In mehreren Ländern gab es Kampagnen von Tourismusministerien, Politikern oder Geschäftsleuten, um die Menschen zur Stimmabgabe für ein bestimmtes Bauwerk aufzurufen. Dabei wurden sie ausdrücklich zur Mehrfachstimmabgabe ermutigt. Prominente Figuren des öffentlichen Lebens betrieben in vielen Ländern Werbung für ihren Kandidaten.
Ein weiterer Kritikpunkt bestand darin, dass die Teilnahme ausschließlich online oder per Telefon möglich war. So konnte zwar grundsätzlich jeder Mensch am Abstimmungsprozess teilnehmen, die Mehrheit hat jedoch keinen Zugang zu diesen Technologien („digitale Kluft“). Weber hielt dem entgegen, dass aus Mali innerhalb einer Woche mehr Stimmen abgegeben worden seien als aus Deutschland insgesamt. Zudem wurde kritisiert, dass auf die telefonische Stimmabgabe Gebühren erhoben wurden.
Nach anfänglicher Unterstützung von Webers Initiative durch das Office for Partnerships der Vereinten Nationen distanzierte sich die UNESCO von der Umfrage und stellte fest, dass es sich dabei um eine private Medienkampagne handle, die weder wissenschaftlichen Kriterien folge noch dessen Erhalt und Erforschung diene (im Gegensatz zur Aufnahme eines Bauwerks in das UNESCO-Welterbe).
Aus Ländern Asiens und der so genannten Dritten Welt erntete Weber auch Anerkennung für seine Kampagne, da die sieben antiken Weltwunder ausschließlich im Mittelmeerraum und in Vorderasien standen und die „Neuen Weltwunder“ deshalb als eine gerechtere Darstellung bzw. Auswahl gesehen werden.

### Weltwunder der Natur

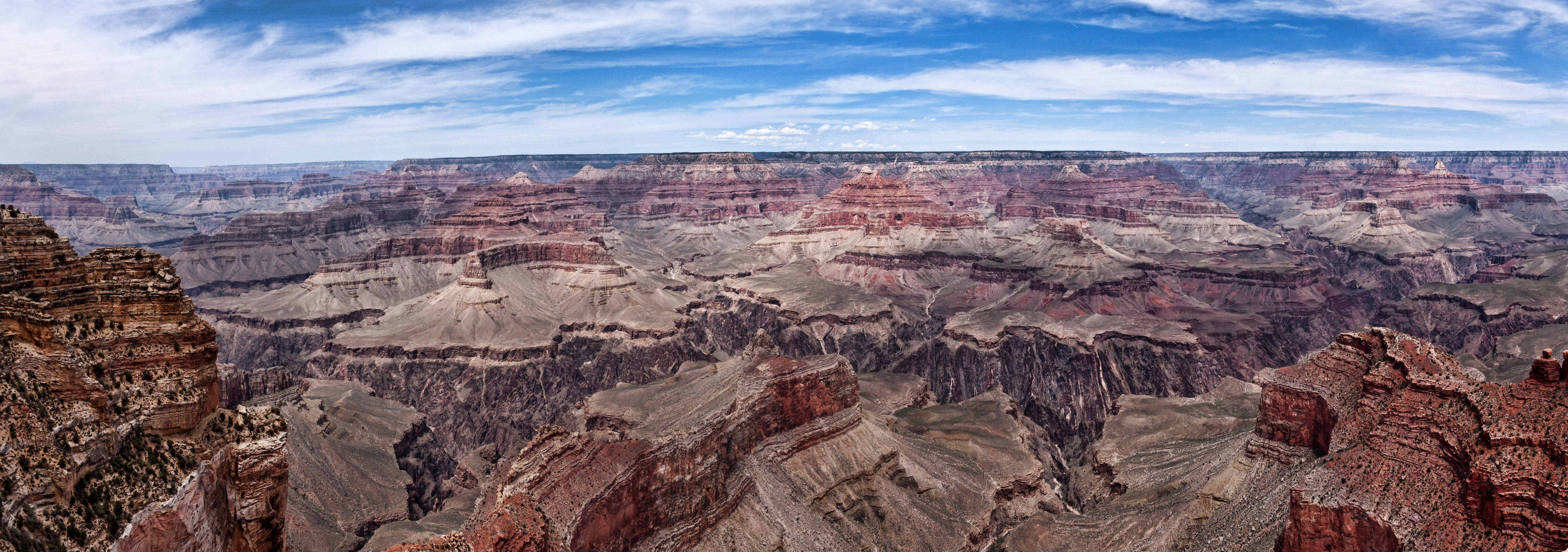
Grand Canyon, USA

Analog zu den von Menschen geschaffenen „Weltwundern“ werden auch verschiedene Naturerscheinungen wie der Grand Canyon in den Vereinigten Staaten oder das Great Barrier Reef vor der Küste Australiens manchmal als solche bezeichnet. Viele davon gehören auch zum Weltnaturerbe.
Auch hier wurde eine weltweite Umfrage des New7Wonders Projekts (siehe oben) durchgeführt. Dabei herausgekommen sind folgende:
- Amazonas-Regenwald in Südamerika
- Halong-Bucht in Vietnam
- Iguazú-Wasserfälle im Grenzgebiet zwischen Argentinien und Brasilien
- Jejudo, eine Vulkaninsel in Südkorea
- Komodo, eine Insel in Indonesien
- Tafelberg in Südafrika
- Puerto-Princesa-Subterranean-River-Nationalpark auf den Philippinen

## Dokumentation
- Vojtech Zamarovský, Karel Kops (Drehbuch): Den sieben Weltwundern auf der Spur, Vogelsberg Film, 1986 (10 Teile, je ca. 15 Minuten)